# لادن-قره (شهرستان سوزک)
لادن-قره (به لاتین: Ladan-Kara) یک منطقهٔ مسکونی در قرقیزستان است که در شهرستان سوزک واقع شده‌است. لادن-قره ۶٬۳۸۴ نفر جمعیت دارد.